# الدوس منوتیوس
الدوس منوتیوس (ایتالیایی: Aldus Manutius؛ حدود ۱۴۵۲ – ۶ فوریه ۱۵۱۵) انسان‌گرا، دانشور و آموزگار ونیزی بود. وی در دهه چهارم زندگی‌اش وقتی که به تأسیس انتشارات الدینه در ونیز کمک نمود، چاپخانه‌دار و ناشر شد.
مانوتیوس می‌خواست متون یونانی را برای خوانندگانش تولید کند، زیرا معتقد بود آثار ارسطو یا آریستوفان به شکل اصلی یونانی‌شان خالص و بدون تحریف ترجمه هستند. قبل از مانوتیوس، ناشران به ندرت مجلدات را به زبان یونانی چاپ می کردند، عمدتاً به دلیل پیچیدگی ارائه حروف استاندارد یونانی. مانوتیوس نسخه های خطی کمیاب را به اشکال اصلی یونانی و لاتین منتشر کرد. او دستور ساخت تایپ‌فیس‌هایی به زبان یونانی و لاتین را داد که شبیه دستخط اومانیستی زمان او بود. حروفی که اولین پیش ساز شناخته شده از نوع ایتالیک هستند. با افزایش محبوبیت انتشارات آلدین (Aldine Press)، نوآوری های مانوتیوس به سرعت در سرتاسر ایتالیا کپی شد، علیرغم تلاش های او برای جلوگیری از دزدی دریایی نسخه های آلدین.
به دلیل شهرت فزاینده آلدین پرس برای انتشارات باریک‌بین و دقیق، فیلسوف هلندی اراسموس به دنبال مانوتیوس بود تا ترجمه هایش از ایفیگنیا را در اولیس منتشر کند.
مانوتیوس در جوانی در رم تحصیل کرد تا به یک دانشمند اومانیست تبدیل شود. او با جیوانی پیکو دوست بود و برادرزاده های پیکو، اربابان کارپی، آلبرتو و لئونلو پیو را آموزش می داد. مانوتیوس زمانی که معلم بود، دو اثر برای شاگردانش و مادرشان منتشر کرد. در اواخر سی سالگی یا اوایل چهل سالگی، مانوتیوس در ونیز اقامت گزید تا ناشر چاپ شود. او آندره آ تورسانو را در ونیز ملاقات کرد و هر دو جزو بنیانگذاران مطبوعات آلدین بودند.
مانوتیوس همچنین به عنوان "آلدوس مانوتیوس بزرگ" شناخته می شود تا او را از نوه اش آلدوس مانوتیوس کوچک متمایز کند.

## اوایل زندگی
آلدوس مانوتیوس در نزدیکی رم در باسیانو بین سال‌های ۱۴۴۹و ۱۴۵۲به دنیا آمد. او در دوران رنسانس ایتالیا در خانواده ای ثروتمند بزرگ شد و در جوانی به رم فرستاده شد تا یک دانشمند اومانیست شود. در رم، او زبان لاتین را زیر نظر گاسپار دا ورونا آموخت و در سخنرانی‌های دومیزیو کالدرینی در اوایل دهه ۱۴۷۰شرکت کرد. از ۱۴۷۵تا ۱۴۷۸، مانوتیوس در فرارا با باتیستا گوارینو به عنوان معلمش یونانی آموخت.
بیشتر دوران اولیه زندگی مانوتیوس ناشناخته است. به گفته جان آدینگتون سیموندز که در دانشنامه بریتانیکا ویرایش یازدهم می نویسد، مانوتیوس در ۸ مارس ۱۴۸۰تابعیت شهر کارپی را دریافت کرد و در آنجا مالک املاک محلی بود و در سال ۱۴۸۲برای مدتی به همراه دوست و هم شاگرد دیرینه خود به میراندولا سفر کرد. ، جیووانی پیکو دلا میراندولا، که دو سال در آنجا ماند تا ادبیات یونان را مطالعه کند. پیکو به مانوتیوس توصیه کرد که معلم برادرزاده‌هایش، آلبرتو و لئونلو پیو، شاهزادگان شهر کارپی شود. در کارپی، مانوتیوس با شاگردش آلبرتو پیو پیوند نزدیکی داشت. در پایان دهه ۱۴۸۰، مانوتیوس دو اثر خطاب به دو شاگردش و مادرشان، کاترینا پیکو منتشر کرد - هر دو اثر توسط باپتیستا د تورتیس در ونیز منتشر شد: Musarum Panagyris با Epistola Catherinae Piae (مارس/مه 1487 تا مارس 1491). and the Paraenesis (1490).[6]
خانواده‌های جیووانی پیکو و آلبرتو پیو هزینه‌های اولیه چاپخانه مانوتیوس را تأمین کردند و زمین‌هایی را در کارپی به او دادند. مانوتیوس تشخیص داد که ونیز بهترین مکان برای کارش است و در سال 1490 در آنجا مستقر شد. در ونیز، مانوتیوس شروع به جمع‌آوری قراردادهای انتشاراتی کرد، در این مرحله با آندره آ تورسانو، که به انتشارات چاپی نیز مشغول بود، آشنا شد. تورسانو و مانوتیوس شرکای تجاری مادام العمر شدند و مانوتیوس برای اولین قراردادشان با یکدیگر، تورسانو را برای چاپ اولین نسخه از کتاب دستور زبان لاتین خود به نام Institutiones grammaticae، که در 9 مارس 1493 منتشر شد، استخدام کرد.[8]